# Franz Xaver Vetter
Franz Xaver Vetter (* 22. August 1797 in Gmünd; † 30. Juni 1845 in Stuttgart) war ein deutscher Opernsänger (Tenor).

## Leben
Der Sohn des Kantors Xaver Vetter sollte zunächst Geistlicher werden, entschied sich aber für die Opernbühne. Zuerst sang er im Chor zu Stuttgart. 1820 trat er am Theater Augsburg sein erstes Engagement an. 1824 wurde er vom Intendanten des Leipziger Stadttheaters Karl Theodor von Küstner zum ersten Tenor ernannt. 1827 wurde er in Darmstadt verpflichtet. Nach Auflösung der dortigen Großherzoglichen Oper im Jahre 1830 nahm er in Stuttgart eine Stellung als erster Tenor des Hoftheaters an, die 1832 in einen lebenslänglichen Kontrakt mündete. 1837 spielte er den „Roller“ in der Erstaufführung der komischen Oper „Der Geisterturm“ von Ignaz Lachner.
Küstner bescheinigte Vetter „… eine der schönsten, kräftigsten und seltensten Stimmen“. Vetters Ruhm galt deutschlandweit; diverse Gastspiele führten ihn u. a. 1832 nach Berlin, Leipzig und Weimar sowie 1829 und 1833 nach Wien.
Vetter war seit 1828 mit der Tragödin Wilhelmine Aschenbrenner-Miedke verheiratet. Als Witwer heiratete er 1835 in Stuttgart die Tochter eines Stadtrates.
Am 30. Juni 1845 ertränkte er sich im Neckar.